# Valter Skarsgård
Valter Skarsgård (* 25. října 1995) je švédský herec. Je synem herce Stellan Skarsgård a bratrem herců Alexandera, Gustafa a Billa Skarsgårdových.

## Filmografie
| Rok  | Název                       | Role        | Poznámky            |
| ---- | --------------------------- | ----------- | ------------------- |
| 2003 | Detaljer                    | malý Daniel |                     |
| 2003 | Att döda ett barn           | dítě        | krátký film         |
| 2007 | Arn                         | Jon         | televizní minisérie |
| 2008 | Arn - Riket vid vägens slut | Jon         |                     |
| 2012 | Portkod 1321                | Igor        | televizní seriál    |
| 2013 | IRL                         | Elias       |                     |
| 2014 | Vikingské ženy              | Thorulf     | televizní film      |
| 2016 | Svartsjön                   | Lippi       | televizní seriál    |
| 2016 | Siv v říši snů              | Elme        |                     |